# Bactris major
Bactris major är en enhjärtbladig växtart som beskrevs av Nikolaus Joseph von Jacquin. Bactris major ingår i släktet Bactris och familjen Arecaceae.

## Underarter
Arten delas in i följande underarter:
- B. m. infesta
- B. m. major
- B. m. socialis

## Bildgalleri

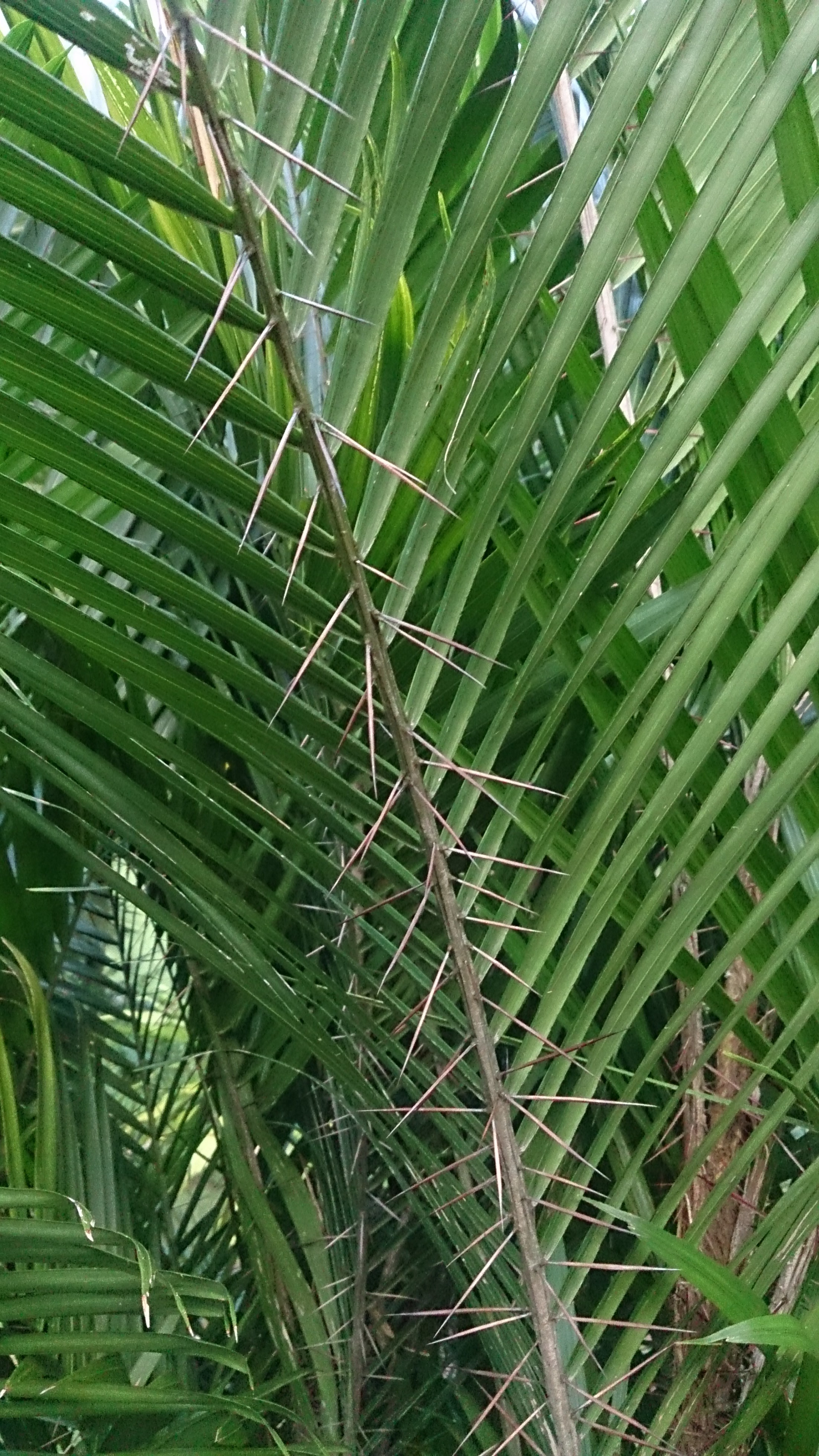
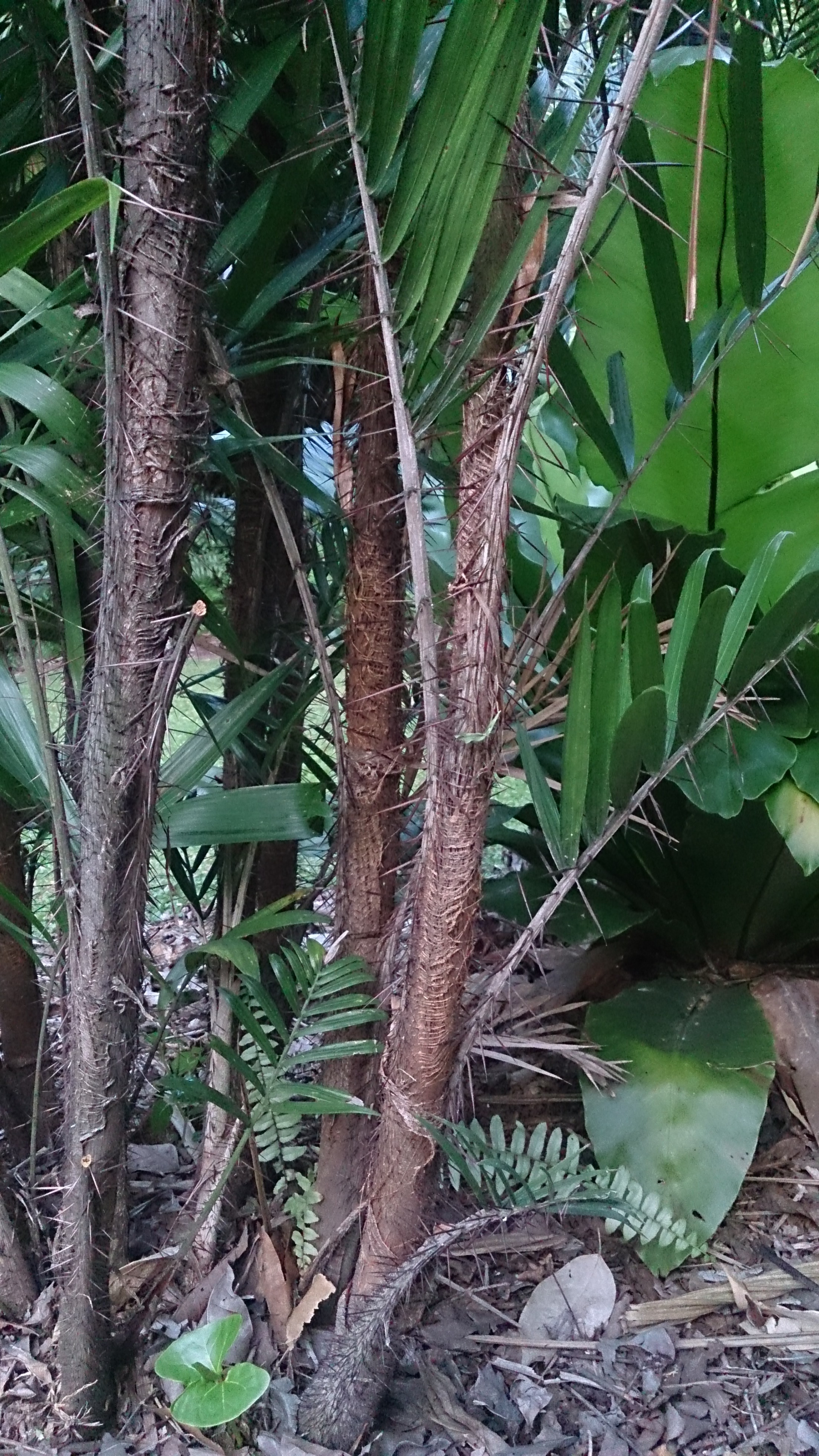
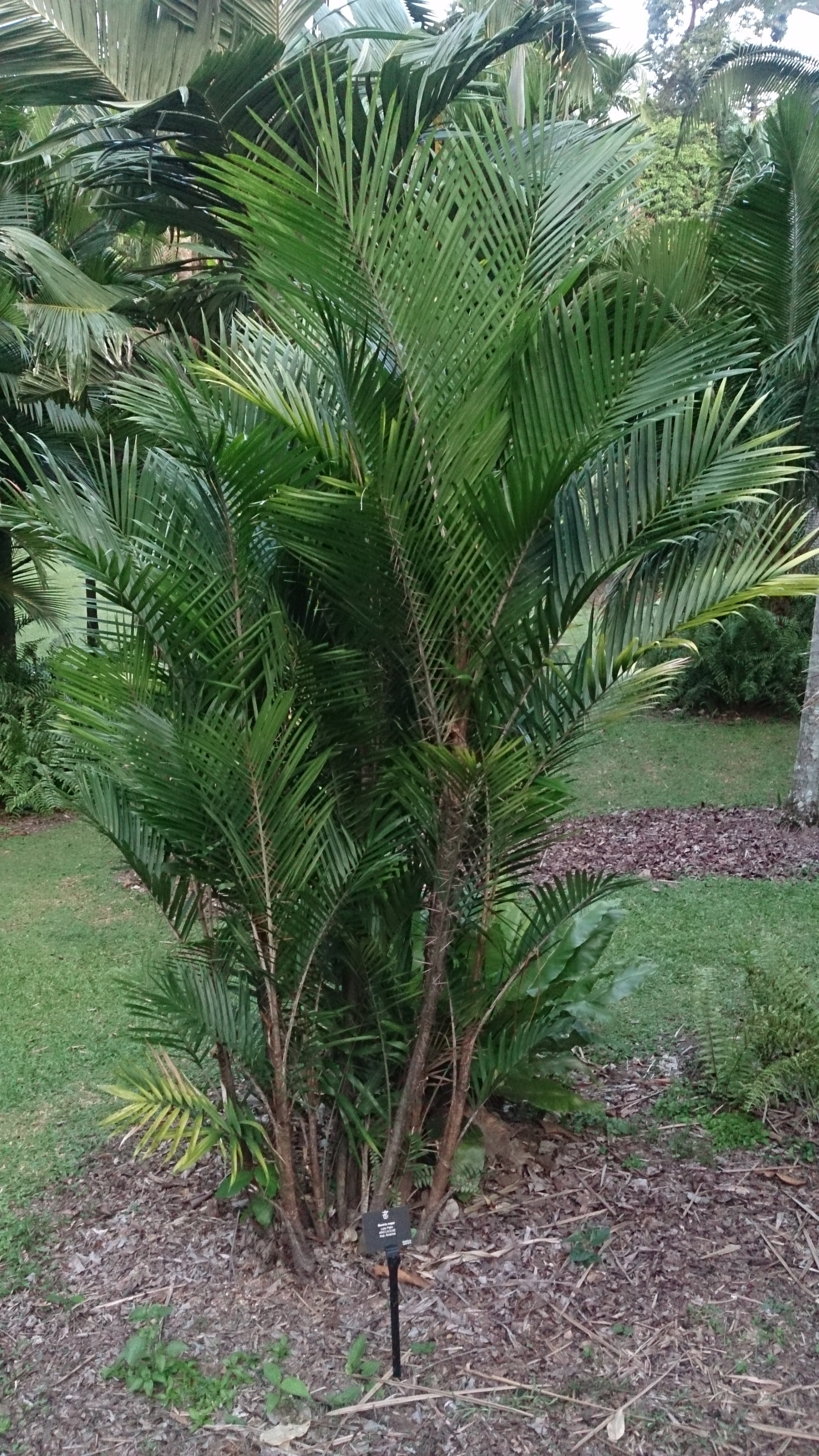
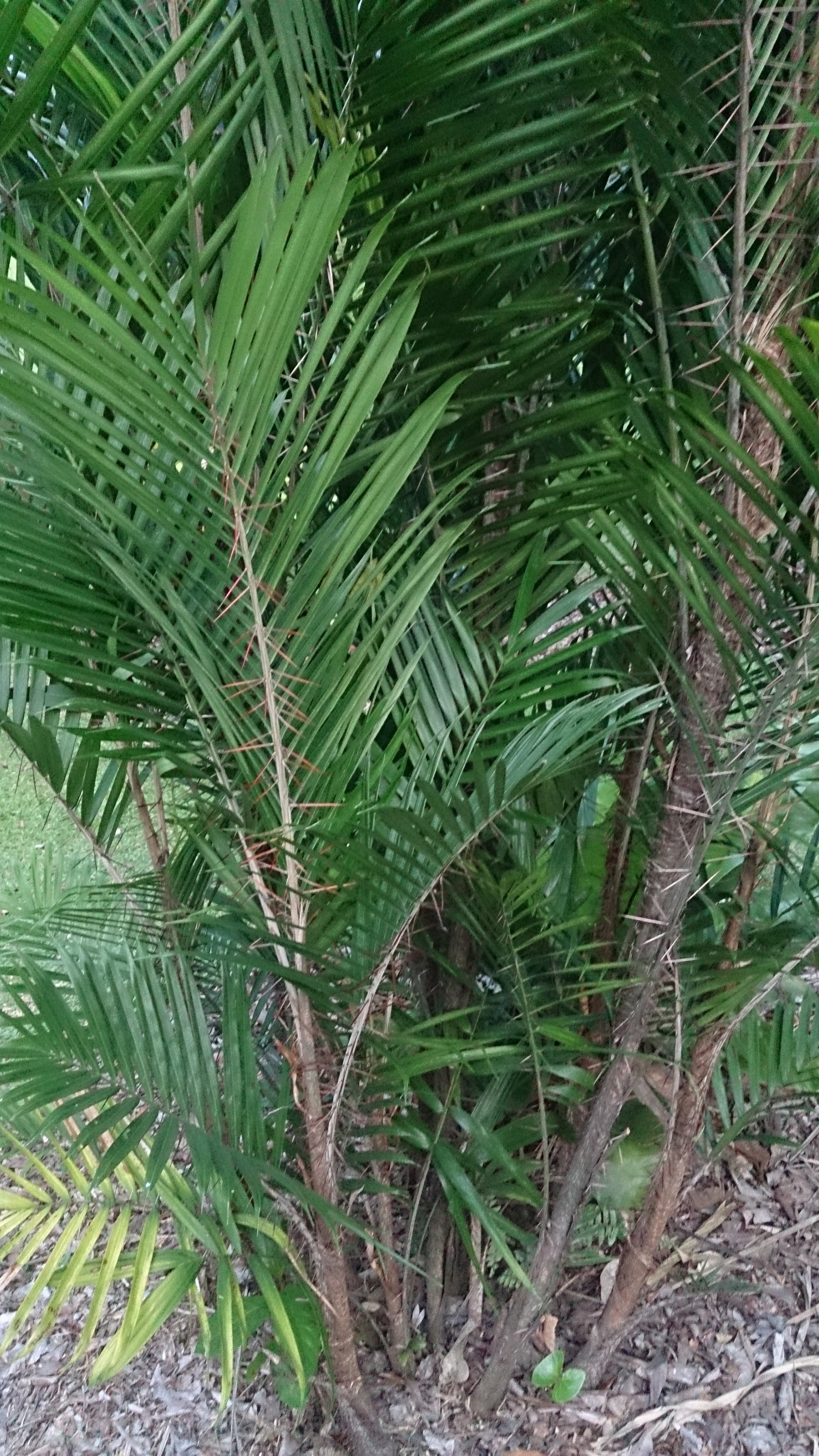